# Île de Stintenbourg
L'île de Stintenbourg, (Stintenburginsel) est une petite île habitée du lac Schaal, en Mecklembourg-Poméranie.

## Situation
L'île a une longueur de 400 mètres et une largeur maximale de 190 mètres, sur une superficie d'un peu plus de 5 hectares. L'île est située dans la partie orientale du lac Schaal, en bordure du lac de Lassahn au nord et du lac Borg au sud.
L'île ne dépasse l'altitude du lac (35 mètres) que de peu, et des arbres élevés l'entourent. Les rives de l'île sont ceintes de roseaux. Stintenbourg était rattachée au Duché de Saxe-Lauenburg jusqu'à l'accord Barber-Ljaschtschenko de 1945, elle fait dorénavant partie du territoire de la ville de Zarrentin am Schaalsee.
Une digue carrossable relie aujourd'hui l'île au Mecklembourg à l'est comme à l'île Kampenwerder à l'ouest. 

## Histoire
Stintenbourg appartenait au XIIIe siècle au comte de Schwerin, puis à la duchesse Marguerite de Lauenburg dans les années 1642-1680. Les familles von Lützow, von Bülow et von Hammerstein en sont successivement propriétaires. En 1740, il devient propriété de la famille von Bernstorff. Le poète allemand Friedrich Gottlieb Klopstock réside en 1767 sur l'île et lui dédie une ode, Stintenburg
Le bâtiment actuel du manoir de Stintenbourg a été construit entre 1810 et 1817, sans doute sous la direction de Joseph Christian Lillie, sur des fondations nettement plus anciennes, vraisemblablement du XIVe siècle.
La famille von Bernstorff est expropriée pendant le troisième Reich au motif d'hostilité envers l'État. Le dernier propriétaire, Albrecht Comte de Bernstorff, est abattu par la Gestapo à Berlin fin avril 1945.
Du temps de la RDA, le bâtiment est utilisé par le Ministère de la Sécurité d'État comme centre de formation pour une troupe d'élite secrète des gardes-frontières de la RDA, en raison de la proximité de la frontière (la frontière avec la RFA passe à deux kilomètres plus à l'ouest).

## Aujourd'hui
L'île et le manoir ont été restitués en 1993 à la famille von Bernstorff, qui y réside. 
L'île fait partie de la réserve de biosphère du lac Schaal.